# Keissleriella sambucina
Keissleriella sambucina är en svampart som först beskrevs av Rehm, och fick sitt nu gällande namn av Franz Xaver von Höhnel 1919. Keissleriella sambucina ingår i släktet Keissleriella och familjen Massarinaceae.   Inga underarter finns listade i Catalogue of Life.